# 최수언
최수언(崔秀彦, 1475년 ~ 1517년) : 자(字)는 온(溫), 본관(本貫)은 삭녕(朔寧)이다. 중종조(中宗朝) 문인(文人)으로 진사(進士)에 급제(及第)하여 예문관 한림(藝文館 翰林)을 거쳐 홍문관 응교(弘文館 應敎)를 역임하고 이조판서(吏曹判書)에 올라 지승문원사(知承文院事), 지경연사(知經筵事), 지춘추관사(知春秋館事)를 겸임(兼任)하였다.  이 후 영의정(領議政)에 증직(贈職) 되었다.

## 최수언(崔秀彦)
1475년 ~ 1517년) : 자(字)는 온(溫),  본관(本貫)은 삭녕(朔寧)이다. 중종조(中宗朝) 문인(文人)으로 진사(進士)에 급제(及第)하여 예문관 한림(藝文館 翰林)을 거쳐 홍문관 응교(弘文館 應敎)를 역임하고 이조판서(吏曹判書)에 올라 지승문원사(知承文院事), 지경연사(知經筵事), 지춘추관사(知春秋館事)를 겸임(兼任)하였다. 판서공파 파조(判書公派 派祖)이다.  이 후 영의정(領議政)에 증직(贈職) 되었다.

## 생애(生涯)
1475년 ~ 1517년) : 자(字)는 온(溫) 또는 효고(孝古), 본관(本貫)은 삭녕(朔寧)이다.  중종조(中宗朝) 문인(文人)으로 진사(進士)에 급제(及第)하여 예문관 한림(藝文館 翰林)을 거쳐 홍문관 응교(弘文館 應敎)를 역임하고 이조판서(吏曹判書)에 올라 지승문원사(知承文院事), 지경연사(知經筵事), 지춘추관사(知春秋館事)를 겸임(兼任)하였다.  이 후 영의정(領議政)에 증직(贈職) 되었다.

## 사후(死後)
1475년 ~ 1517년) : 자(字)는 온(溫) 또는 효고(孝古), 본관(本貫)은 삭녕(朔寧)이다.  중종조(中宗朝) 문인(文人)으로 진사(進士)에 급제(及第)하여 예문관 한림(藝文館 翰林)을 거쳐 홍문관 응교(弘文館 應敎)를 역임하고 이조판서(吏曹判書)에 올라 지승문원사(知承文院事), 지경연사(知經筵事), 지춘추관사(知春秋館事)를 겸임(兼任)하였다.  이 후 영의정(領議政)에 증직(贈職) 되었다. 

## 가족관계(家族關係) 가계(家系)
- 高祖父 : 증 의정부 우찬성 (贈 議政府 右贊成) - 최윤문(崔潤文)
- 高祖母 : 증 정경부인(贈 貞敬夫人) 함종어씨(咸從魚氏) 부(父) 어연(魚淵) 女, 조부(祖父) 삼사좌윤(三司左尹) 어백유(魚伯遊)
- 曾祖父 :  증 영의정(贈 領議政) - 최사유(崔士柔)
- 曾祖母 : 증 정경부인 (贈 貞敬夫人) 海州吳氏 父 판종부시사(判宗簿寺事) 오혁충(吳奕忠) 女
- 祖父 : 영성부원군(寧城府院君) 영의정(領議政) 문충공(文忠公) - 최항(崔恒)
- 祖母 : 정경부인(貞敬夫人) 달성서씨(達城徐氏) 부(父) 달천부원군(達川府院君) 서미성(徐彌性) 女, 外祖 文忠公 陽村 권근(權近)
- 父 : 증 좌찬성(贈 左贊成) - 최영호(崔永灝) 자(字)는 처인(處仁) - 찬성공파 파조(贊成公派 派祖)
- 母 : 증 정경부인(贈 貞敬夫人) - 경주정씨(慶州鄭氏) 부(父) 계림군(鷄林君) 정효상(鄭孝常) 女
- 配 : 정부인(貞夫人) 청송심씨(靑松沈氏) 부(父) 심빈((沈賓) 女, 서(婿) 허정(許淨) 陽川人
- 配 : 정부인(貞夫人) 안동권씨(安東權氏) 生 1男 : 최경립(崔卿立)
  - 子 : 증 통정대부 형조참의(贈 通政大夫 刑曹參議) - 최경립(崔卿立)
  - 配 : 증 숙부인(贈 淑夫人) 김해김씨(金海金氏) 부(父) 판서(判書) 김묵(金黙) 女
    - 孫 : 증 이조판서(贈 吏曹判書) 선무원종공신(宣武原從功臣) 충절공(忠節公) - 최응룡(崔應龍)
    - 配 : 증 정부인(贈 貞夫人) 경주이씨(慶州李氏)
      - 曾孫 : 승정원 증 도승지(承政院 贈 都承旨) 선무원종공신(宣武原從功臣) 무열공(武烈公) - 최영수(崔永水)
      - 配 : 증 숙부인(贈 淑夫人) 청송심씨(靑松沈氏) 부(父) 심철(沈哲) 女
        - 玄孫 : 동지중추부사(同知中樞府事) - 최부(崔富)
        - 配 : 정부인(貞夫人) 덕수이씨(德水李氏)

## 기타(其他)
증 영의정(贈 領議政) 

## 참고 문헌(參考文獻)
- 삭녕최씨 역대인물(朔寧崔氏歷代人物)

- 삭녕최씨대동보(朔寧崔氏大同譜)

- 삭녕최씨판서공파파보(朔寧崔氏判書公派派譜)